# Ватерен
Ватерен (нід. Wateren) — селище в нідерландській провінції Дренте. Входить до муніципалітету Вестервелд і лежить приблизно за 22 км на захід від столиці провінції Ассен.
Перша згадка про населений пункт датується 1408 роком.